# Boscia mossambicensis
Boscia mossambicensis är en kaprisväxtart som beskrevs av Johann Friedrich Klotzsch. Boscia mossambicensis ingår i släktet Boscia och familjen kaprisväxter. Inga underarter finns listade i Catalogue of Life.